# Гостра могила (пам'ятка археології)
Гостра могила — пам'ятка археології, розташована за 0,3 км на південь від південної околиці села Петрівське (Вільнянська міська громада). Сьогодні це курган висотою 5 м.
Український історик, археолог, етнограф, фольклорист, краєзнавець Новицький Яків Павлович (1847—1925) записав народний переказ про Гостру могилу: на Могилі Гострій є скарб Запорозьких козаків. Вночі на ній горить вогонь. А вдень з'являються залізні двері, які зникають, якщо до них наблизишся.